# 大叶蓝翠雀花
大叶蓝翠雀花（学名：Delphinium caeruleum var. majus）为毛茛科翠雀属下的一个变种。

## 扩展阅读
- 維基物種上的相關：大叶蓝翠雀花